# Нюберг, Катя
Катя Йоханна Элис Нюберг (норв. Katja Johanna Alice Nyberg, родилась 24 августа 1979 года в Стокгольме) — норвежская гандболистка шведско-финского происхождения, олимпийская чемпионка 2008 года. Работает в тренерском штабе клуба «Ларвик», в котором провела большую часть своей карьеры.

## Биография

### Семья
Дочь финского гандболиста Роберта Нюберга, первого известного профессионального финского игрока, выступавшего за границей. Детство провела в Стокгольме, затем переехала к отцу на родину, а в январе 2001 года получила норвежское гражданство и право играть за норвежскую сборную. Придерживается нетрадиционной сексуальной ориентации: с 2005 по 2010 годы встречалась с коллегой по сборной Гру Хаммерсенг. С целью сохранения отношений Катя и Гру даже переходили вместе в один клуб.

### Клубная карьера
Катя начинала карьеру в финском клубе «Спарта», где тренировалась под руководством отца. В 1997 году перешла в шведский клуб «Стокгольмсполисен», где отыграла один год, затем в 1998 году перешла в «Ларвик» из Норвегии, с которым выиграла всего 11 различных титулов. В 2005 году перешла в словенский «Крим», а после окончания сезона сменила его на датский «Мидтьюланн». Летом 2010 года Нюберг вернулась в «Ларвик». По окончании сезона 2011/2012 завершила карьеру игрока и вошла в тренерский штаб.

### Карьера в сборной
Первую игру Катя Нюберг за сборную Норвегии сыграла 23 марта 2001 года против Франции. В её активе 99 игр и 321 гол. Высшим достижением Нюберг является победа на Олимпиаде в Пекине 2008 года, а также два выигранных титула чемпионки Европы 2004 и 2006 годов. В 2007 году Нюберг стала серебряным призёром чемпионата мира, ещё одну серебряную медаль завоевала на чемпионате Европы 2002 года.

### Вне гандбола
Катя Нюберг также занималась лёгкой атлетикой и некоторое время тренировалась в составе сборной Финляндии. В прыжках в высоту её личный рекорд составил 1,67 м, а в метании копья — 52,5 м.